# Sportåret 1952

## Händelser

### Amerikansk fotboll
- Detroit Lions besegrar Cleveland Browns med 17 - 7 i NFL-finalen.

### Bandy
- 17 februari - Edsbyns IF blir svenska mästare genom att finalbesegra IK Göta med 1–0 på Stockholms stadion.[1][2]
- 23 februari - Sverige vinner den olympiska uppvisningsturneringen i Oslo före Norge och Finland.[3]

### Baseboll
- 7 oktober - American League-mästarna New York Yankees vinner World Series med 4-3 i matcher över National League-mästarna Brooklyn Dodgers.[4]

### Basket
- 25 april - Minneapolis Lakers vinner NBA-finalserien mot New York Knicks.[5]
- 25 maj - Sovjet vinner damernas Europamästerskap i Moskva före Tjeckoslovakien och Ungern.[6]
- 2 augusti - USA vinner den olympiska turneringen i Helsingfors genom att finalslå Sovjet med 36-25.[7]
- 30 november - Svenska Basketbollförbundet bildas ur Svenska Handbollsförbundet.[8]
- 6 december - Sverige spelar sin första officiella herrlandskamp i basket, då man i Stockholm besegrar Danmark med 55-45.[9]

### Bordtennis

#### VM
- Lag, herrar – Ungern
- Lag, damer – Japan
- Herrsingel – Hiroji Satoh, Japan
- Damsingel – Angelica Rozeanu, Rumänien

### Boxning
- Rocky Marciano besegrar i en titelmatch Jersey Joe Walcott och övertar världsmästartiteln i tungvikt.

### Cykel
- Fausto Coppi, Italien vinner för fjärde gången Giro d'Italia
- Fausto Coppi, Italien vinner för andra gången Tour de France
- För första gången cyklar man uppför l'Alpe d'Huez i Tour de France
- Vuelta a España kördes inte detta år.
- Linjeloppet i VM vinns av Heinz Müller, Västtyskland

### Fotboll
- 3 maj - Newcastle United FC vinner FA-cupfinalen mot Arsenal FC med 1-0 på Wembley Stadium.[10]
- 2 augusti – Ungern vinner den olympiska turneringen genom att vinna finalen mot Jugoslavien med 2-0 i Helsingfors.[11]
- 21 september - Östtyskland spelar sin första officiella landskamp i fotboll, då man i Warszawa förlorar med 0-3 mot Polen.[12]
- Okänt datum – Copa del Rey vinns av FC Barcelona
- Okänt datum – Franska cupen vinns av OGC Nice
- Okänt datum – Skotska cupen vinns av Motherwell FC

#### Ligasegrare / resp. lands mästare
- Belgien – Standard Liège
- Danmark – Akademisk Boldklub
- England - Manchester United FC
- Frankrike - OGC Nice
- Italien - Juventus FC
- Nederländerna – Willem II Tilburg
- Spanien - FC Barcelona
- Skottland - Hibernian FC
- Sverige - IFK Norrköping
- Västtyskland - VfB Stuttgart

### Friidrott
- 31 december - Franjo Mihalić, Jugoslavien vinner Sylvesterloppet i São Paulo.[13]
- Doroteo Flores, Guatemala vinner Boston Marathon.[14]

#### Världsrekord

##### Herrar
- 200 m – Andrew Stanfield, USA 20,6 i Los Angeles (tangering)
- 1 500 m – Werner Lueg, Västtyskland 3.43,0 i Berlin (tangering)
- Maraton – Jim Peters, Storbritannien 2:20.42 i Cheswick
- 4 x 400 m – Jamaica 3.03,9 i Helsingfors
- Gång (30 km) – John Mikaelsson, Sverige sätter nytt världsrekord i Värnamo
- Tiokamp – Bob Mathias, USA 7 887 p i Helsingfors (ny tabell)
- Tresteg – Adhemar Ferreira da Silva, Brasilien; 16,22 i Helsingfors
- Slägga – Joszef Csermak, Ungern 60,34 i Helsingfors
- Slägga – Sverre Strandli, Norge  60,34 i Oslo

##### Damer
- 100 m – Marjorie Jackson, Australien 11,5 i Helsingfors (tangering)
- 100 m – Fanny Blankers-Koen, Nederländerna 11,5 i Frechen (tangering)
- 100 m – Marjorie Jackson, Australien 11,4 i Gifu
- 800 m – Polina Solopova, Sovjetunionen 2.11,7 i Kiev
- 800 m – Nina Pletniova, Sovjetunionen 2.08,5 i Kiev
- 1 500 m – Nina Pletniova, Sovjetunionen 4.37,0 i Leningrad
- 4 x 100 m – Australien 46,1 i Helsingfors
- 4 x 100 m – USA 45,9 i Helsingfors
- 4 x 100 m – Tyskland 46,1 i Helsingfors (tangering)
- Kula – Galina Zybina, Sovjetunionen 15,19 i Viborg
- Kula – Galina Zybina, Sovjetunionen 15,28 i Helsingfors
- Kula – Galina Zybina, Sovjetunionen 15,37 i Frunze[förtydliga]
- Kula – Galina Zybina, Sovjetunionen 15,42 i Frunze[förtydliga]
- Diskus – Nina Ponomarjova, Sovjetunionen; 53,61 i Odessa
- Diskus – Nina Dumbadze, Sovjetunionen; 57,04 i Tbilisi

### Golf

#### Herrar
- Mest vunna vinstpengar på PGA-touren Julius Boros med $37 033

##### Majorstävlingar
- The Masters vinns av Sam Snead, USA
- US Open vinns av Julius Boros, USA
- British Open vinns av Bobby Locke, Sydafrika
- PGA Championship vinns av Jim Turnesa, USA

#### Damer
- US Womens Open - Louise Suggs, USA

### Handboll
- IFK Kristianstad vinner SM-guld.

### Ishockey

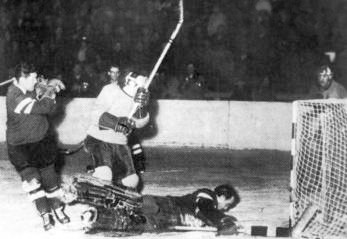
Sven Tumba i Sveriges olympiska bronslag.

- 25 februari  - Kanada vinner den olympiska turneringen i Oslo före USA och Sverige.[15]
- 1 april - Sovjet inträder i IIHF.[16]
- 15 april  - Stanley Cup vinns av Detroit Red Wings, som besegrar Montreal Canadians med 4 matcher mot 0 i slutspelet.[17]
- Okänt datum – Ingen svensk mästare koras detta år.[18]

### Konståkning

#### VM
- Herrar - Dick Button, USA
- Damer - Jacqueline du Bief, Frankrike
- Paråkning - Ria Falk & Paul Falk, Västtyskland

#### EM
- Herrar; Helmut Seibt, Österrike
- Damer - Jeanette Altwegg, Storbritannien
- Paråkning – Ria Falk & Paul Falk, Västtyskland

### Motorsport
- 7 september - FIA-världsmästerskapet vinns Alberto Ascari från Italien i en Ferrari.
- Tyskarna Hermann Lang och Fritz Riess vinner Le Mans 24-timmars med en Mercedes-Benz W194.
- Greta Molander vinner damklassen i Monte Carlo-rallyt med en Saab 92.

### Skidor, alpina grenar

#### Herrar

##### SM
- Slalom vinns av Hans Olofsson, Tärna IK Fjällvinden. Lagtävlingen vinns av Åre SLK
- Storslalom vinns av Hans Olofsson, Tärna IK Fjällvinden. Lagtävlingen vinns av Åre SLK
- Störtlopp vinns av Stig Sollander, Östersund-Frösö SLK. Lagtävlingen vinns av Åre SLK

#### Damer

##### SM
- Slalom vinns av Sara Thomasson, Åre SLK. Lagtävlingen vinns av Åre SLK
- Storslalom vinns av Margareta Jacobsson, Sollefteå GIF Lagtävlingen vinns av Åre SLK
- Störtlopp vinns av Sara Thomasson, Åre SLK..

### Skidor, nordiska grenar
- 2 mars - Sigfrid Mattsson, Skarpnäcks IF vinner Vasaloppet.[19]

#### Herrar

##### SM
- 15 km vinns av Martin Lundström, IFK Umeå. Lagtävlingen vinns av IFK Mora.
- 30 km vinns av Enar Josefsson, Skellefteå SK. Lagtävlingen vinns av Skellefteå SK.
- 50 km vinns av Anders Törnkvist, IFK Mora. Lagtävlingen vinns av IFK Umeå.
- Stafett 3 x 10 km vinns av IFK Kalix med laget  Tage Bergström, Gunnar Björk och Sigurd Andersson
- Backhoppning vinns av Kalle Holmström, IFK Kiruna Lagtävlingen vinns av IFK Kiruna.
- Nordisk kombination vinns av Erik Elmsäter, IFK Kiruna

#### Damer

##### SM
- 10 km vinns av Märta Norberg, Vårby IK. Lagtävlingen vinns av IF Thor, Uppsala.
- Stafett 3 x 7 km vinns av Vårby IK med laget Berta Hallqvist, Anna Strandberg och Märta Norberg.

### Skridskor

#### VM

##### Herrar
- - 500 m
- 1 Ken Henry, USA – 43,4
- 2 Johnny Werket, USA – 43,8
- 3 Masanori Aoki, Japan – 44,1
  - 1 500 m
- 1 Wim van der Voort, Nederländerna – 2.21,3
- 2 Johnny Werket, USA – 2.21,8
- 3 Roald Aas, Norge – 2.22,0
  - 5 000 m
- 1 Hjalmar Andersen, Norge – 8.16,8
- 2 Lassi Parkkinen, Finland – 8.25,1
- 3 Kees Broekman, Nederländerna – 8.25,5
  - 10 000 m
- 1 Hjalmar Andersen, Norge – 17.03,5
- 2 Kees Broekman, Nederländerna – 17.21,3
- 3 Lassi Parkkinen, Finland – 17.30,1
  - Sammanlagt
- 1 Hjalmar Andersen, Norge – 193,722
- 2 Lassi Parkkinen, Finland – 195,948
- 3 Karl Ivar Martinsen, Norge – 196,518

##### Damer
- - 500 m
- 1 Natalja Dontjenko, Sovjetunionen – 50,4
- 2 Lidia Selichova, Sovjetunionen – 50,5
- 3 Randi Thorvaldsen, Norge – 50,8
  - 1 000 m
- 1 Lidia Selichova, Sovjetunionen – 1.43,0
- 2 Rimma Zjukova, Sovjetunionen – 1.44,1
- 3 Randi Thorvaldsen, Norge – 1.44,5
  - 3 000 m
- 1 Maria Anikanova, Sovjetunionen  – 5.41,5
- 2 Lidia Selichova, Sovjetunionen – 5.45,2
- 3 Eevi Huttunen, Finland – 5.46,7
  - 5 000 m
- 1 Rimma Zjukova, Sovjetunionen – 9.32,4
- 2 Eevi Huttunen, Finland – 9.33,1
- 3 Maria Anikanova, Sovjetunionen  – 6.42,0
  - Sammanlagt
- 1 Lidia Selichova, Sovjetunionen – 217,813
- 2 Maria Anikanova, Sovjetunionen  – 218,867
- 3 Randi Thorvaldsen, Norge – 220,507

### Tennis

#### Herrar
- 31 december - Australien vinner Davis Cup genom att finalbesegra USA med 4-1 i Adelaide.[20]

##### Tennisens Grand Slam
- Australiska öppna -  Ken McGregor, Australien
- Franska öppna – Jaroslav Drobny, Tjeckoslovakien
- Wimbledon – Frank Sedgman, Australien
- US Open – Frank Sedgman,Australien

#### Damer

##### Tennisens Grand Slam
- Australiska öppna – Thelma Long, Australien
- Franska öppna – Doris Hart, USA
- Wimbledon – Maureen Connolly, USA
- US Open – Maureen Connolly, USA

### Travsport
- Travderbyt körs på  Jägersro travbana i  Malmö. Segrare blir det svenska stoet   Lola Will (SE)  e Earl’s Mr Will (US) – Lime Flash  (US) e Sandy Flash  (US). Kilometertid: 1.23,7   Körsven:  Gunnar Nordin
- Travkriteriet vinns av den svenska hingsten   Gay Noon  (SE)  e. Big Noon (SE) – Nancy Gay (SE) e Guardsman  (US). Kilometertid:1.24,7  Körsven: Gunnar Nordin

### Volleyboll
- 29 augusti - I Moskva avgörs världsmästerskapen i volleyboll för både herrar och damer. Sovjet vinner herrturneringen före Tjeckoslovakien och Bulgarien.[21] Sovjet vinner även damturneringen, före Polen och Tjeckoslovakien.[22]

## Evenemang
- Olympiska sommarspelen 1952 äger rum i Helsingfors, Finland
- Olympiska vinterspelen 1952 äger rum i Oslo, Norge
- VM i bordtennis anordnas i Bombay, Indien
- VM i cykelsport anordnas i Luxemburg
- VM i hastighetsåkning på skridskor, herrar anordnas i Hamar, Norge
- VM i hastighetsåkning på skridskor, damer anordnas i Gamlakarleby, Finland
- VM i konståkning anordnas i Paris, Frankrike.
- EM i konståkning anordnas i Wien, Österrike.

## Födda
- 11 januari - Ben Crenshaw, amerikansk golfspelare.
- 19 januari - Freddie Maertens, belgisk proffscyklist.
- 26 mars - Didier Pironi, fransk racerförare.
- 29 mars – Teófilo Stevenson, kubansk boxare.
- 19 april - Alexis Arguello, nicaraguansk boxare.
- 25 april - Vladislav Tretjak, sovjetisk ishockeyspelare.
- 27 april - Ari Vatanen, finländsk rallyförare och politiker.
- 29 april - David Icke, brittisk fotbollsspelare, reporter, sportkommentator, politiker, författare och konspirationsteoretiker.
- 20 maj – Roger Milla, kamerunsk fotbollsspelare.
- 28 juni – Pietro Mennea, italiensk friidrottare, sprinter.
- 4 juli – Anders Lindqvist, svensk travkusk och travtränare.
- 6 juli - Anders Kallur, svensk ishockeyspelare.
- 26 juli – Stellan Bengtsson, svensk bordtennisspelare
- 2 augusti - Alain Giresse, fransk fotbollsspelare och -tränare.
- 15 augusti - Bernard Lacombe, fransk fotbollsspelare.
- 17 augusti
  - Nelson Piquet, brasiliansk racerförare.
  - Guillermo Vilas, argentinsk tennisspelare.
- 2 september - Jimmy Connors, amerikansk tennisspelare.
- 5 oktober - Vanderlei Luxemburgo, brasiliansk fotbollstränare.
- 7 oktober - Ralf Edström, svensk fotbollsspelare.
- 25 november - Gabriele Oriali, italiensk fotbollsspelare.
- 16 december - Francesco Graziani, italiensk fotbollsspelare.

## Avlidna
- 2 september – Hans von Rosen, svensk ryttare, två OS-guld och ett OS-brons.

### Fotnoter
1. ↑  Erik Jonsson (18 mars 1951). ”1950–1959”. Svenska Bandyförbundet. Arkiverad från originalet den 17 mars 2020. https://web.archive.org/web/20200317215225/https://www.svenskbandy.se/BANDYFINALEN/HISTORIK/Svenskamastare/Herrar/1950-1959. Läst 18 mars 2020.
2. ↑  ”Edsbyns finalhistoria”. Edsbyns IF. 19 mars 2004. Arkiverad från originalet den 25 maj 2012. https://archive.is/20120525061618/http://www.svenskamastarna.se/news.asp?sectionID=22&itemID=214. Läst 2 september 2011.
3. ↑  Claes-G. Bengtsson (18 februari 2010). ”Även bandyn har varit olympisk”. Svenska Bandyförbundet. https://www.svenskbandy.se/NYHETER/CLASSESHISTORISKAHORNA/Aldrekronikor/Avenbandynharvaritolympisk/. Läst 2 september 2011.
4. ↑  ”1952 World Series” (på engelska). Baseball-Reference.com. http://www.baseball-reference.com/postseason/1952_WS.shtml. Läst 14 juli 2015.
5. ↑  ”Basketball Reference”. http://www.basketball-reference.com/leagues/NBA_1952_games.html. Läst 25 augusti 2011.
6. ↑  ”Sport Statistics”. Arkiverad från originalet den 28 maj 2012. https://web.archive.org/web/20120528084402/http://todor66.com/basketball/Europe/Women_1952.html. Läst 24 augusti 2011.
7. ↑  ”Sport Statistics”. http://todor66.com/basketball/Olympic/Men_1952.html. Läst 23 augusti 2011.
8. ↑  ”Svenska Basketbollförbundet”. http://iof1.idrottonline.se/SvenskaBasketbollforbundet/Forbundet/Historia/Forbundetshistoria/. Läst 23 augusti 2011.
9. ↑  ”Svensk Basket”. Arkiverad från originalet den 17 juli 2012. https://web.archive.org/web/20120717113805/http://iof1.idrottonline.se/ImageVaultFiles/id_25410/cf_74/Lanskamper%20Herrar.pdf. Läst 20 augusti 2011.
10. ↑  ”England FA Challenge Cup 1951/1952” (på engelska). RSSSF. http://www.rsssf.com/tablese/engcup1952.html. Läst 19 augusti 2012.
11. ↑  ”Games of the XV. Olympiad” (på engelska). RSSSF. http://www.rsssf.com/tableso/ol1952f.html. Läst 16 augusti 2011.
12. ↑  ”East Germany - International Results” (på engelska). RSSSF. http://www.rsssf.com/tableso/oostduit-intres.html. Läst 20 augusti 2011.
13. ↑  ”1950” (på portugisiska). Sylvesterloppet. Arkiverad från originalet den 1 mars 2014. https://web.archive.org/web/20140301035933/http://www.saosilvestre.com.br/1950. Läst 19 augusti 2012.
14. ↑  ”Boston Marathon”. Arkiverad från originalet den 27 april 2015. https://web.archive.org/web/20150427035419/http://www.baa.org/races/boston-marathon/boston-marathon-history/past-champions/past-mens-open-champions.aspx. Läst 9 april 2011.
15. ↑  ”Jeux Olympiques d'Oslo 1952” (på franska). Hockey Archives. 25 februari 1951. https://www.hockeyarchives.info/JO1952.htm. Läst 15 augusti 2011.
16. ↑  ”Russia” (på franska). International Ice Hockey Federation. 1 april 1952. https://www.iihf.com/en/associations/1362/russia. Läst 21 augusti 2011.
17. ↑  ”NHL 1951/52” (på franska). Hockey Archives. https://www.hockeyarchives.info/NHL1952.htm. Läst 23 mars 2020.
18. ↑  ”Championnat de Suède 1951/52” (på franska). Hockey Archives. 25 februari 1951. http://www.passionhockey.com/hockeyarchives/Suede1952.htm. Läst 15 augusti 2011.
19. ↑  ”Historiska segrare”. Vasaloppet. Arkiverad från originalet den 22 mars 2020. https://web.archive.org/web/20200322121012/https://www.vasaloppet.se/wp-content/uploads/sites/1/2019/09/historiska_segrare_vasaloppet_sve_2019-09-18.pdf. Läst 5 september 2011.
20. ↑  ”Davis Cup”. http://www.daviscup.com/en/results/tie/details.aspx?tieId=10000735. Läst 20 augusti 2011.
21. ↑  ”Sport Statistics”. Arkiverad från originalet den 16 november 2015. https://web.archive.org/web/20151116061959/http://todor66.com/volleyball/World/Men_1952.html. Läst 24 augusti 2011.
22. ↑  ”Sport Statistics”. Arkiverad från originalet den 29 mars 2012. https://web.archive.org/web/20120329033118/http://todor66.com/volleyball/World/Women_1952.html. Läst 24 augusti 2011.